# معصوم أباد (سردسير)
معصوم أباد (بالفارسية: معصوم‌آباد) هي قرية تقع في إيران في قسم سردسیر الريفي. يقدر عدد سكانها بـ 526 نسمة .